# Peter Coolen
Peter Coolen (Eindhoven, 1946) is een Nederlands striptekenaar. 
Hij volgde een kunstopleiding en werkte in de keramiek en reclame. In de jaren 1970 richtte hij zich op striptekenen. Hij werkte ook onder de pseudoniemen 'Peer' en (samen met Uco Egmond) 'Peco'. Coolen was samen met Uco Egmond verantwoordelijk voor de strip De Leukebroeders (1976). Van 1975 tot 1980 tekende Coolen de reeks Toktok in de tijdschriften Pep en Eppo.
Coolen is tevens tekenaar van het fantasiespel X610Z.